# 蟠龙镇 (六盘水市)
蟠龙镇，是中华人民共和国贵州省六盤水市水城区下辖的一个乡镇级行政单位。
2012年，贵州省人民政府批复同意撤销蟠龙乡，设置蟠龙镇，镇政府驻蟠龙村。

## 行政区划
蟠龙镇下辖以下地区：
蟠龙村、庆祝村、二道岩村、官寨村、法那村、沙坡村、闹塘村、营发村、金龙村、发贡村、店盘村、院坝村、布寨村、李家寨村、坝子村、大田村、木城村和高仲村。